# Adolf Svoboda (pedagog)
Adolf Svoboda (29. ledna 1906, Třebíč – ?) byl moravský učitel a básník.

## Biografie
Zdroje uvádějí chybné datum narození. Rodiče Adolfa byli Leopold Svoboda (13. 11. 1867) kupec v Třebíči a Marie Svobodová-Rýčková (21. 11. 1866), svatbu měli ve Valašském Meziříčí 5. 8. 1897.
Adolf nastoupil na třebíčské gymnázium, ale posléze přestoupil na gymnázium v tehdejším Německém Brodě. Po gymnáziu nastoupil na základní vojenskou službu a po dokončení soukromě studoval učitelství na učitelském ústavu ve Valašském Meziříčí. V roce 1928 nastoupil jako pedagog do školy v Okříškách a následně učil do roku 1938 v několika různých školách na okrese Třebíč. V roce 1946 začal působit v pozici ředitele školy ve Velké Moravě pod Králickým Sněžníkem, v roce 1957 odešel do Brna, kde se věnoval psaní básní.
Napsal cyklus básní věnovaný Bedřichu Smetanovi. Byl členem Moravského kola spisovatelů (MKS).

## Dílo

### Básně
- Básně k 28. říjnu a 7. březnu – ilustroval František Hlavica. Brno: Ústřední spolek jednot učitelských na Moravě, 1932
- Čekanky: poesie pro mládež – ilustroval Stanislav Černý. Třebíč: Emil Čapek, 1934
- Bedřich Smetana – Brno: Družstvo MKS, 1944
- Balada z Petrovic – 1946
- Verše na mrtvou matku – 1947

### Spisy
- Tajemství politické moci v sovětském Rusku – Brno, vlastním nákladem, 1930
- Stíny – Adolf Svoboda, Standa Drahoš, Josef Jaša. Třebíč: v. n., 1931